# Øksendrup Sogn

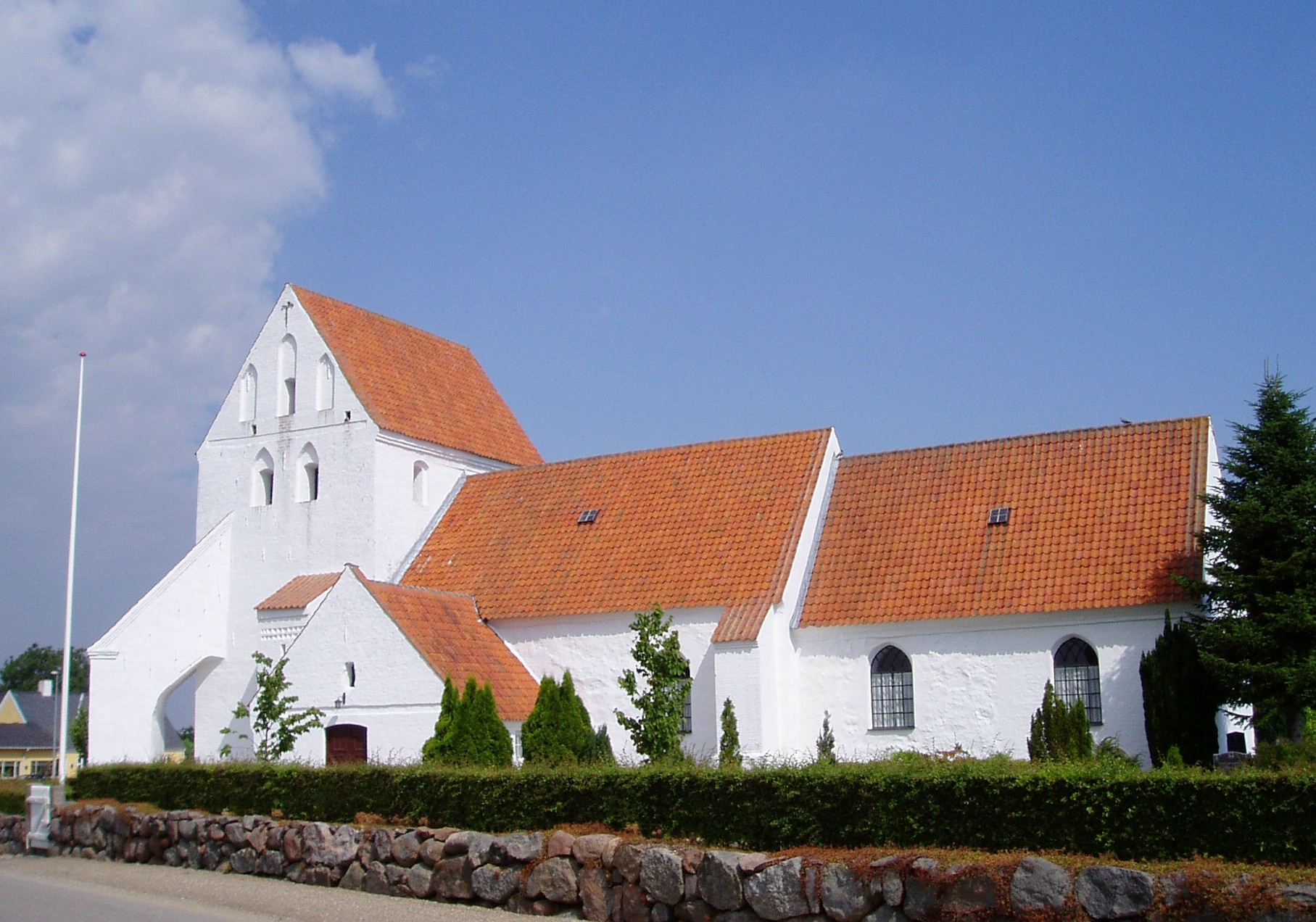
Øksendrup Kirke

Øksendrup Sogn ist eine Kirchspielsgemeinde (dän.: Sogn) auf der Insel Fyn (dt.: Fünen) im südlichen Dänemark.
Bis 1970 gehörte sie zur Harde Gudme Herred im damaligen Svendborg Amt, danach zur Ørbæk Kommune im Fyns Amt, die im Zuge der  Kommunalreform zum 1. Januar 2007 in der Nyborg Kommune in der Region Syddanmark aufgegangen ist.
Im Kirchspiel leben 265 Einwohner (Stand: 1. Januar 2023).
Im Kirchspiel liegt die Kirche „Øksendrup Kirke“.
Nachbargemeinden sind im Norden  Frørup Sogn, im Westen Svindinge Sogn und im Süden Langå Sogn, ferner in der südlich benachbarten Svendborg Kommune im Osten Hesselager Sogn.